# Lijst van burgemeesters van Harenkarspel
Dit is een lijst van burgemeesters van de voormalige Nederlandse gemeente Harenkarspel (vroeger ook wel geschreven als Haringcarspel) in de provincie Noord-Holland. Op 1 januari 1990 werden de gemeenten Sint Maarten, Warmenhuizen en Harenkarspel samengevoegd tot de nieuwe gemeente Harenkarspel. Sinds 1 januari 2013 maakt zij deel uit van de heringedeelde gemeente Schagen.
| Ambtsperiode                       | Naam burgemeester      | Partij of stroming | Bijzonderheden                                                                        |
| ---------------------------------- | ---------------------- | ------------------ | ------------------------------------------------------------------------------------- |
| 1825 - 1832?                       | Theunis Waagmeester    |                    |                                                                                       |
| 1832? - 1843                       | Fulps Bijpost          |                    |                                                                                       |
| 1843 - 1879                        | Cornelis Francis       |                    |                                                                                       |
| 1879 - 1909                        | Jacob Swan             |                    |                                                                                       |
| 1909 - 1928                        | Jan (J.) Burger        |                    | Vanaf 1921 ook burgemeester van Warmenhuizen.                                         |
| 1928 - 1944                        | Henricus (H.) Nolet    | RKSP               | Ook burgemeester van Warmenhuizen                                                     |
| 1944                               | P. Hoogland            |                    | Waarnemend, ook waarnemend burgemeester van Warmenhuizen                              |
| 1944 - 1945                        | Ch.H. Roos             | NSB                | Waarnemend, ook waarnemend burgemeester van Warmenhuizen                              |
| 1945 - 1958                        | Henricus (H.) Nolet    | KVP                | Ook burgemeester van Warmenhuizen.                                                    |
| 1958 - 1971                        | Vincent (V.M.) Nolet   | KVP                | Ook burgemeester van Warmenhuizen, eerder burgemeester van Ursem; neef van voorganger |
| 1972 - 1989                        | Wim (W.M.P.) Wesselink | KVP / CDA          | Ook burgemeester van Warmenhuizen.                                                    |
| 1989 - 1 november 2000             | Jos (J.S.C.M.) Louter  | CDA                | Tot 1 januari 1990 waarnemend.                                                        |
| 1 december 2000 - 14 juni 2004     | Ed (E.J.Th.M.) Huisman | CDA                |                                                                                       |
| 14 juni 2004 - 31 januari 2011     | Enno (E.J.) Brommet    | PvdA               | Tot 14 februari 2005 waarnemend.                                                      |
| 1 februari 2011 - 31 december 2012 | Evert Vermeer          | PvdA               | Waarnemend.                                                                           |